# Milan Hodža

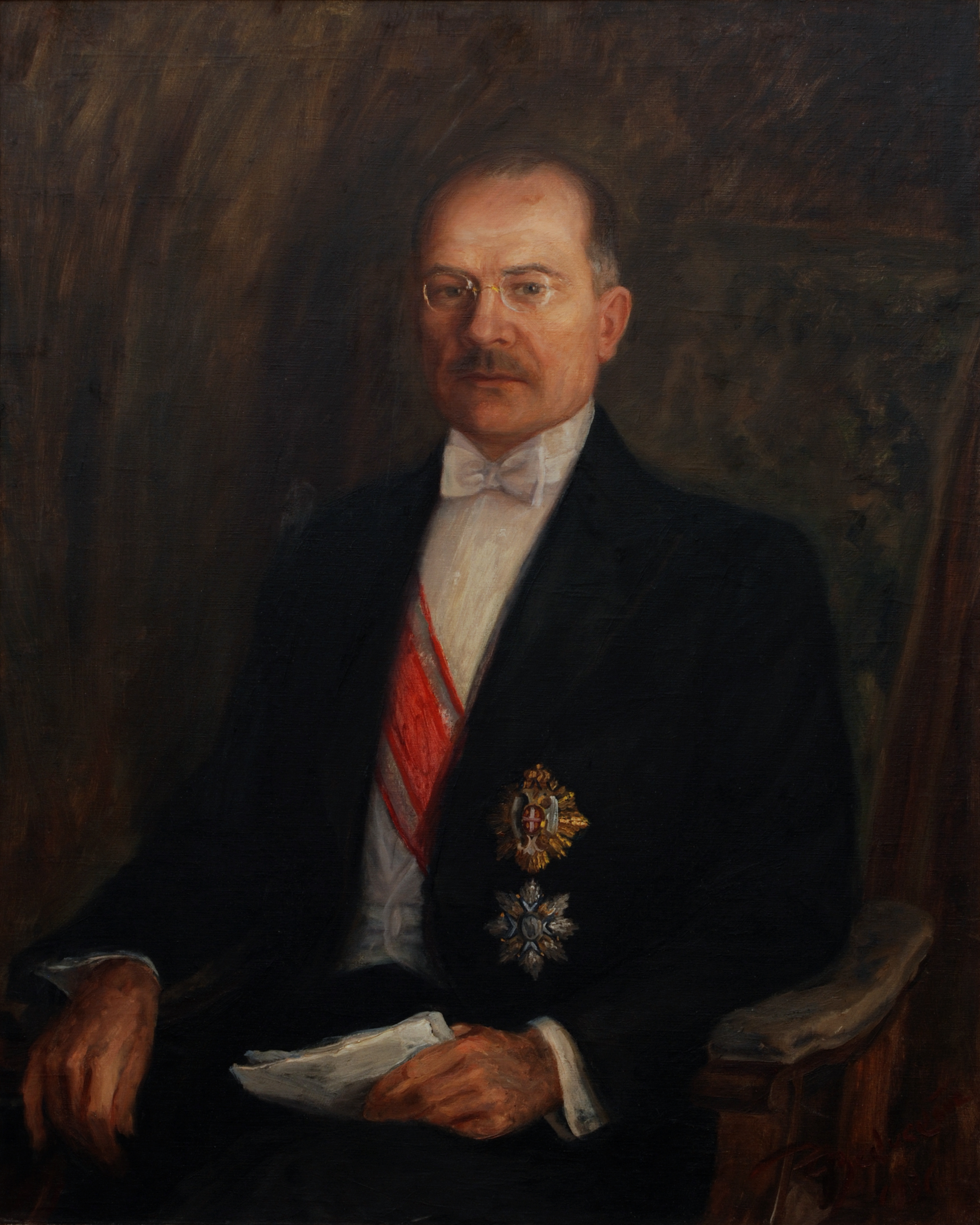
Porträt von Milan Hodža (1936)

Milan Hodža (* 1. Februar 1878 in Sučany, Komitat Turóc, Österreich-Ungarn, heute Slowakei; † 27. Juni 1944 in Clearwater, Florida, Vereinigte Staaten) war ein tschechoslowakischer beziehungsweise slowakischer Journalist, Politiker und als erster Slowake Ministerpräsident der Tschechoslowakei (1935–1938).

## Leben
Hodža wurde in der Familie eines evangelischen Pfarrers geboren. Seine Heimat in der heutigen Mittelslowakei gehörte damals zur ungarischen Reichshälfte der Habsburgermonarchie. Er besuchte Schulen in Banská Bystrica (Neusohl), Sopron (Ödenburg) und Hermannstadt, studierte Jura an den Universitäten von Budapest sowie Klausenburg und schloss seine Studien der Geschichte und Slawistik an der Universität Wien ab. Dank seiner polyglotten Begabung lernte er schrittweise neben dem Slowakischen sieben weitere Sprachen: Deutsch, Englisch, Französisch, Polnisch, Serbokroatisch, Rumänisch und Ungarisch.
In den Jahren 1900/01 war Hodža Redakteur der Tageszeitung Slovenský denník und 1903 bis 1914 der Wochenzeitung Slovenský týždenník. Er gehörte als einziger Slowake zur Gruppe um den Thronfolger Erzherzog Franz Ferdinand, die 1906 für ein föderalisiertes Österreich-Ungarn eintrat. Diese Pläne wurden aber nicht umgesetzt. Auch politisch war Hodža als Mitglied der Slowakischen Nationalpartei aktiv. Er wollte eine eigene Agrarpartei gründen, was aber wegen des Ausbruchs des Ersten Weltkriegs scheiterte. Da eine Reform der Monarchie nun unmöglich war, konzentrierte sich Hodža auf Gründung der Tschechoslowakei und war wesentlich beteiligt an der Vorbereitung der Deklaration von Martin, mit der die Slowakei offiziell Teil des neuen tschechoslowakischen Staates wurde.
Nach dem Krieg war er Mitbegründer der Republikanischen Partei des landwirtschaftlichen und kleinbäuerlichen Volkes (Republikánska strana zemedelského a malorol’níckeho l’udu, RSZML), der Nachfolgerin der Agrarpartei, und wurde deren Vorsitzender in der Slowakei. In der Zwischenkriegszeit war er auch Abgeordneter der Nationalversammlung und dank seiner Orientierung als Tschechoslowakist hat er hohe Ämter in der Tschechoslowakei bekleidet. So war er zwischen 1919 und 1920 Minister für Vereinheitlichung der Gesetze, von 1922 bis 1926 und noch einmal zwischen 1932 und 1935 Landwirtschaftsminister, von 1926 bis 1929 Bildungsminister, von 1935 bis 1936 Außenminister und in den Jahren 1935–1938 war er Ministerpräsident der Tschechoslowakei, sowie 1935 für fünf Tage stellvertretender Präsident nach dem Rücktritt von Tomáš Garrigue Masaryk.
In den späteren Jahren hatte er immer mehr Konflikte mit den tschechischen Politikern wegen seiner verstärkten Orientierung an die Slowakei. Nach dem Münchner Abkommen musste seine Regierung am 22. September 1938 abtreten und er emigrierte in die Schweiz, dann nach Frankreich. Wegen Meinungsverschiedenheiten innerhalb des Tschechoslowakischen Nationalausschusses gründete er 1939 den Slowakischen Nationalrat im Exil, der im Januar 1940 in Tschecho-Slowakischer Nationalrat umbenannt wurde. Nach dem ungünstigen Kriegsverlauf zu Beginn des Zweiten Weltkriegs emigrierte er 1940 weiter nach Großbritannien und schließlich im Jahr 1941 in die Vereinigten Staaten.
Hodža starb in Clearwater im US-Bundesstaat Florida am 27. Juni 1944 und wurde auf einem tschechischen Friedhof nahe Chicago beigesetzt. 2002 wurden seine Überreste zurück in die Slowakei geholt und am Nationalfriedhof Martin nochmals begraben.
Milan Hodža war Träger verschiedener hoher Auszeichnungen der Tschechoslowakei, Frankreichs, Polens, Rumäniens und des Königreichs Jugoslawien.

## Politische Karriere
- Abgeordneter im Ungarischen Reichstag (1905–1910)
- Stellvertretender Vorsitzender der Slowakischen Nationalpartei (1906–1914)
- Botschafter der tschechoslowakischen Regierung in Ungarn (1918–1919)
- Vorsitzender der tschechoslowakischen Agrarpartei in der Slowakei (1918–1938)
- Minister für Vereinigung der Gesetze (1919–1920)
- Abgeordneter in der tschechoslowakischen Nationalen Versammlung (1918–1938)
- Minister für Landwirtschaft (1922–1925 und 1932–1934)
- Minister für Bildung (1926–1929)
- Außenminister (1935–1936)
- Ministerpräsident der Tschechoslowakei (1935–1938)
- Vorsitzender des Slowakischen Nationalrats in Paris (1939–1940)

## Würdigung
Nach Milan Hodža ist ein bilinguales (slowakisch-englisches) Gymnasium in seinem Geburtsort Sučany benannt. Außerdem organisiert die Gemeinde zu seinen Ehren die „Milan-Hodža-Tage“.

## Schriften (Auswahl)
- Československý rozkol. Príspevky k dejinám slovenčiny. Turčiansky Sväty Martin, Prag 1920, („Tschechoslowakische Spaltung“).
- Články, reči, štúdie. Band 1–5 und 7. Novina, Prag 1930–1933 („Artikel, Reden, Studien“).
- Federation in Central Europe. Reflections and reminiscenes. Jarrolds, London u. a. 1942 („Bund in Mitteleuropa“).